# استان پایتا
استان پایتا (به اسپانیایی: Provincia de Paita) یک استان در پرو است که در منطقه پیورا واقع شده‌است. استان پایتا ۱٬۷۸۵٫۱۶ کیلومتر مربع مساحت و ۱۲۹٬۸۹۲ نفر جمعیت دارد.